# Bici bici

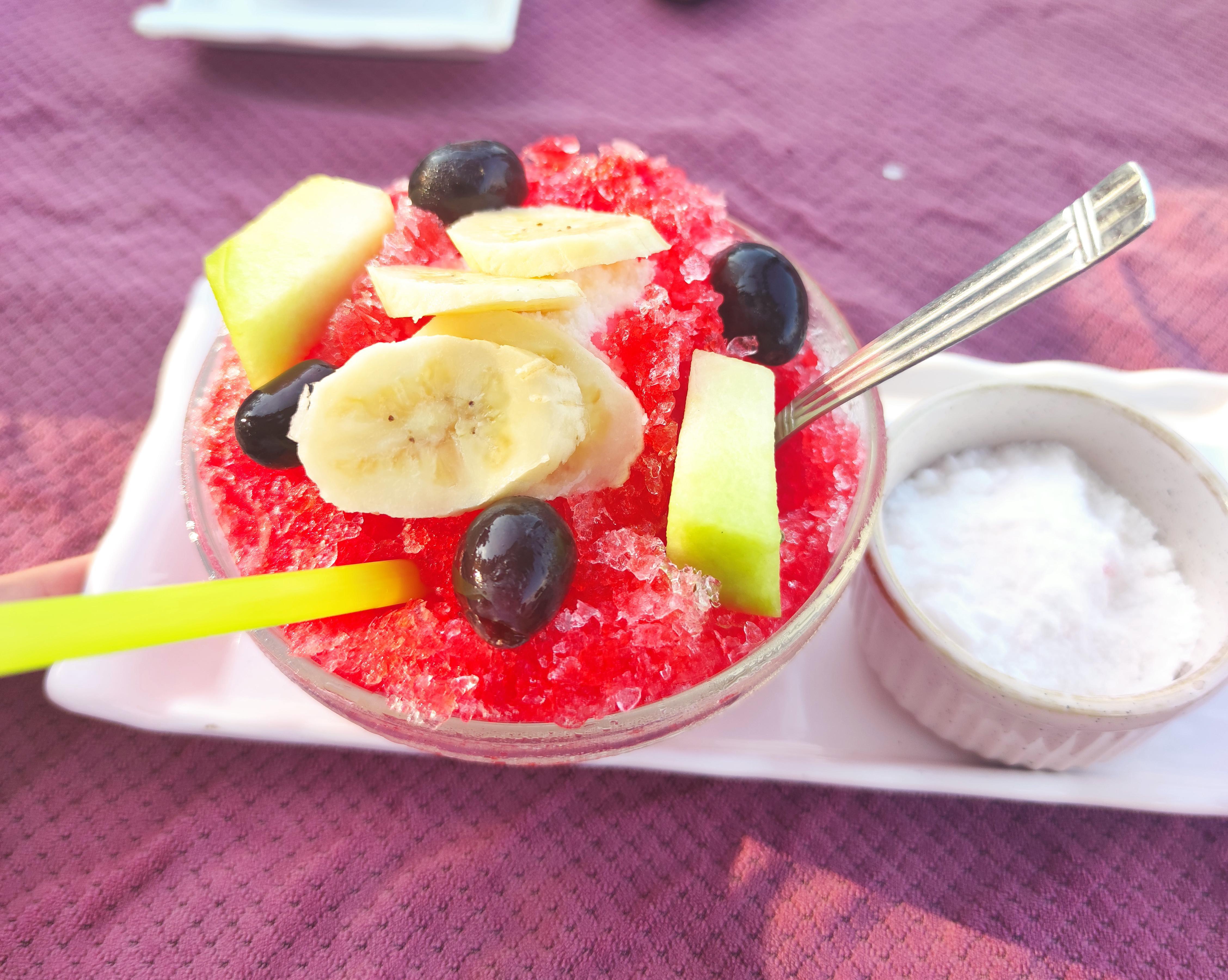
Bici bici

Bici bici o Bici bici muhallebisi es un postre turco.
Bici bici es un postre muy liviano, propio del sur de Turquía, de la Región del Mediterráneo, especialmente de las provincias de Adana y Mersin, consumido especialmente durante el verano. Es un postre de venta callejera también.

## Elaboración
Se prepara con hielo granizado, almidón y jarabe. Una vez cocido el almidón en agua, se deja enfriar en una bandeja y se trocea. Después se le da sabor con el jarabe a gusto, generalmente de rosas y siempre se acompaña con hielo debajo, como una cama, y se sirve con azúcar glas encima.